# Élie Faure

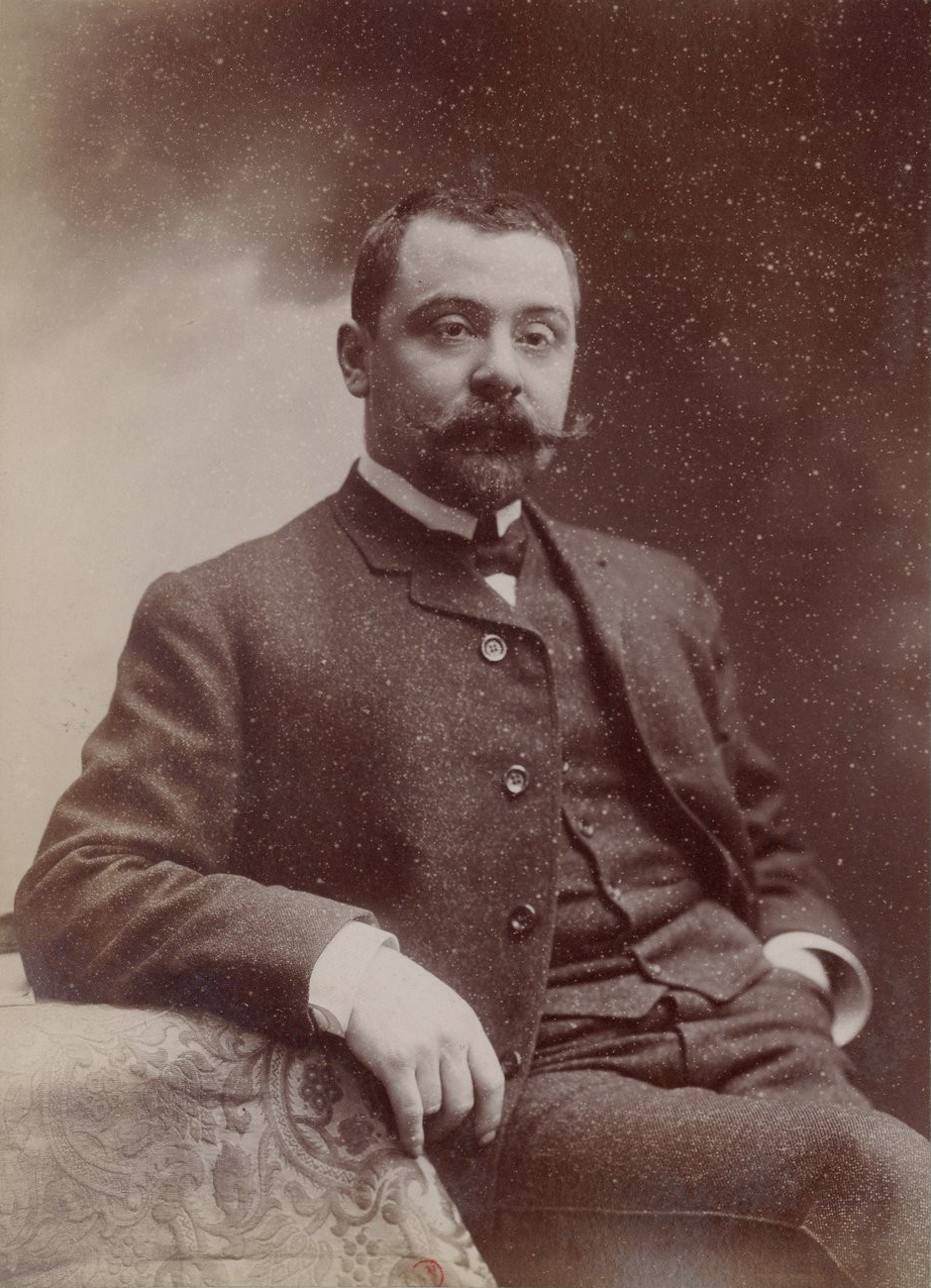
Élie Faure

Élie Faure (* 4. April 1873 in Sainte-Foy-la-Grande als Jacques Élie Paul Faure; † 29. Oktober 1937 in Paris) war ein französischer Arzt, Kunsthistoriker und Essayist. Er ist Autor des monumentalen Werks Histoire de l’art (zu Deutsch: Geschichte der Kunst), das unter Kunsthistorikern immer noch ein beliebtes Nachschlagewerk ist. Er schrieb ebenfalls eine Vielzahl von philosophisch-historischen Werken, darunter ein 1921 veröffentlichtes Buch über Napoléon Bonaparte.

## Familie
Élie Faures Eltern waren der Weinhändler Pierre Faure (1834–1910) und Suzanne Louise Zéline Reclus (1836–1911), eine Schwester des Geographen und Anarchisten Élisée Reclus, des Ethnologen Élie Reclus und des Chirurgen Paul Reclus. Sein Großvater mütterlicherseits war der Pastor Jacques Reclus. Am 7. April 1896 heiratete Élie Faure Suzanne Gilard (1870–1958), Tochter des Pastors von Eynesse; sie hatten zusammen vier Kinder:
- François Faure (1897–1982), Mitglied der Résistance
- Élisabeth Faure (* 1898)
- Jean-Pierre Faure (1900–1991)
- Marie-Zéline Faure (* 1904), genannt Zizou

## Werke
- Vélasquez (1903)
- Formes et Forces (1907)
- Les Constructeurs (1914)
- La sainte Face (1917)
- La Roue (1919)
- La Danse sur le Feu et l'Eau (1920)
- Napoléon (1921)
- Histoire de l’art (1919–1921)
- L’Esprit des formes (1927)
- Mon périple suivi de Reflets dans le sillage (1931)
- Découverte de l’archipel (1932)
- D’autres Terres en vue (1932)
- Rudolf Kremlička. Malířské konfese, Musaion 6, Aventinum